# 高根澤力
高根澤 力（たかねざわ つとむ、1973年10月25日 - ）は栃木県出身の元社会人野球選手（捕手）である。

## 人物・来歴
宇都宮学園高校では2年の秋から主将と四番・捕手を務め、秋の関東大会で萩原淳を擁する東海大甲府を延長の末に破って準優勝し、翌春の選抜大会出場を決める。本大会では2回戦で関東大会決勝に続き市川と対戦し、自身はタイムリーヒットを放ち追加点を挙げたものの、逆転サヨナラで敗れた。3年夏の1991年は栃木県大会で打率.364を記録してチームを支え、選手権大会に出場している。本大会では初戦で優勝候補の天理と対戦し、谷口功一に抑えられ1対4で敗れた。
日本大学へ進学すると、野球部では一学年上の北川博敏と正捕手の座を争い、2年春には三塁手としてレギュラーになっている。2年秋にはリーグ3位の打率.388を記録して捕手として初めてベストナインに選ばれた。3年春は三塁手としてベストナインを受賞し、同じく三塁手として同年の日米大学野球の東京会場での代表にも選ばれている。4年になると主将を任され、春季リーグではリーグ2位の打率.404を記録して捕手としてベストナインに選出された。同年はユニバーシアード福岡大会の日本代表に髙木大成や大橋晋也とともに捕手として選ばれている。東都大学リーグ通算81試合出場、267打数79安打、打率.296、12本塁打、46打点。ドラフト会議での有力な指名候補と見られていたが、獲得する球団は現れず三菱自動車川崎に入社した。
同社野球部では勝負強さと長打力を持ち味とし、1年目から桑元孝雄や西郷泰之とともに主軸を任された。同年の都市対抗では内野手として登録されている。翌1997年は都市対抗の県予選で1試合4本塁打を記録し、同年はJABA東京スポニチ大会で敢闘賞を受賞したほか、神奈川県野球協会のベストナインに三塁手として選ばれた。1998年には中学時代の同級生と結婚している。1999年は捕手登録となり、IBAFインターコンチネンタルカップの代表にも捕手として選出された。
2000年の都市対抗では補強選手の安田真範とともに捕手を務め、チームの初優勝を支えた。2003年は県予選で打率.600、3本塁打、9打点の活躍で三冠王となり、都市対抗出場に貢献。本大会では1回戦の対サンワード貿易戦で決勝タイムリーを放ち、チームが3年ぶりの優勝を果たすとともに大会優秀選手に選ばれている。また同年はIBAFワールドカップ日本代表に選ばれ、初の社会人ベストナインも受賞した。2004年は会社のリコール隠しのため7月から3ヶ月間練習を自粛し、都市対抗への出場も辞退となった。この間、高根澤自身も単身赴任で販売会社の整備助手として勤務している。
2005年はアジア選手権の日本代表に選ばれ、打率6割で首位打者賞を獲得し優勝に貢献した。都市対抗では日産との決勝戦で2安打を放ち、チームも2年ぶりに優勝した。9月のIBAFワールドカップでは正捕手として1次リーグの6試合に出場し打率5割、4本塁打と好調な打撃を見せ、投手の持ち味を引き出すリードも高い評価を受けている。同年は2度目の社会人ベストナインを受賞したが、母校・文星芸術大学附属高等学校（2003年に宇都宮学園高等学校より校名変更）の監督就任要請を受けて翌年2月に退部を決めた。しかし関係者の調整ができていなかったため監督就任は実現せず、文星芸大附属高の職員となった。
その後は少年野球の指導者を経て、2016年に文星芸大附属高のコーチに就任。2018年9月からは監督を務めており、2023年夏には栃木大会決勝で県内最大のライバル作新学院にサヨナラ勝ちして16年ぶりとなる甲子園出場に導き、甲子園大会では初戦で宮崎学園に逆転勝利を収めた。

## 主な表彰
- 第36回IBAFワールドカップベストナイン（捕手部門、2005年）
- 社会人ベストナイン　2回（2003年、2005年）